# Comuna Miciurinske, Bilohirsk
Miciurinske (în ucraineană Мічурінське) este o comună în raionul Bilohirsk, Republica Autonomă Crimeea, Ucraina, formată din satele Licebne și Miciurinske (reședința).

## Demografie
Componența lingvistică a comunei Miciurinske
     Tătară crimeeană (48,91%)
     Rusă (45,01%)
     Ucraineană (5,12%)
     Alte limbi (0,19%)
Conform recensământului din 2001, nu exista o limbă vorbită de majoritatea populației, aceasta fiind compusă din vorbitori de tătară crimeeană (48,91%), rusă (45,01%) și ucraineană (5,12%).